# Flughafen Garoua

i7
i11
i13
Der Flughafen Garoua (IATA-Code: GOU, ICAO-Code: FKKR), auch bekannt als Garoua International Airport, ist ein Flughafen bei Garoua, der Hauptstadt der Nord-Provinz in Kamerun.
Der benachbarte, von Deutschen errichtete Militärflugplatz trägt die Bezeichnung Air Base 301.

## Flugziele
Camair-Co: Douala, Yaoundé

## Zwischenfälle
- Am 3. Februar 1965 verunglückte eine Curtiss C-46A-35-CU Commando der Air Cameroun (Luftfahrzeugkennzeichen F-OAFI) bei der Landung auf dem Flughafen Garoua. Alle 4 Insassen, die einzigen Insassen auf dem Frachtflug, drei Besatzungsmitglieder und ein Passagier, kamen ums Leben. Das Flugzeug wurde irreparabel beschädigt.[3]